# Giovanni Biavi
Giovanni Biavi (Cervignano del Friuli, 26 febbraio 1684 – Cervignano del Friuli, 12 agosto 1755) è stato uno scrittore, poeta, storico e presbitero italiano.

## Biografia
Figlio di Giuseppe Biavi e Borosa Clarincini, nacque a Cervignano del Friuli nel 1684. Frequentò le scuole umanistiche e filosofiche dell'allora rinomato collegio dei gesuiti di Gorizia. Nel 1705 si trasferì a Vienna, per lo studio della Sacra Teologia. Il 17 dicembre 1707, nella chiesa cattedrale di Santo Stefano, il vescovo di Vienna Francesco Ferdinando barone di Rummel lo elevò alla dignità di sacerdote.
Completato il corso degli studi teologici, l'abate Biavi si trasferì a Cracovia, dove il 27 giugno 1711 ottenne la laurea in teologia e filosofia. Il principe Alessandro Lubomirski lo volle come suo segretario particolare, carica che Biavi ricoprì per un triennio. Nel 1714 passò alle dipendenze del genovese monsignore e poi cardinale Nicolò Spinola, nunzio apostolico il Polonia, in qualità di auditore.
Nel 1721 l'abate Biavi fece ritorno a Vienna, assumendo le mansioni di segretario del cardinale Michele Federico d'Althan, accompagnando poi il porporato anche a Roma e a Napoli. Il conte Luigi Tommaso di Harrach, viceré di Napoli, succedette al cardinale d'Althan e trattenne Biavi alla sua corte, col titolo di consigliere, carica che coprì con grande abilità e generale soddisfazione.
Nel 1733 il conte di Harrach fu richiamato in patria, di conseguenza anche il consigliere Biavi abbandonò la carriera politica, lasciò l'Italia e si ritirò a vita privata nella sua natia Cervignano del Friuli. Qui, lontano dal mondo politico ed aristocratico, Biavi si dedicò allo studio all'educazione dei suoi nipoti e all'amministrazione dei propri beni. Compilò una Storia dei fatti accaduti in Europa dal 1700 al 1732 in due grossi volumi manoscritti, andati perduti nel passaggio dei suoi beni agli eredi.
Morì nel 1755 e fu seppellito nella chiesa parrocchiale di San Michele Arcangelo di Cervignano del Friuli.
Fu membro dell'Accademia Fiorentina e la celebre Accademia dell'Arcadia di Roma lo accolse col nome pastorale di Fiorillo Cromonio. Nel marzo del 1732 conseguì a Roma, per sé e per i suoi nipoti, la dignità di patrizio romano.
Tra le sue principali opere letterarie si possono ricordare, oltre a Le rime, pubblicate a Napoli nel 1727, considerate tra migliori opere poetiche dell'Arcadia, le tragedie Polinice e La morte di Cesare.
Oggi lo ricordano un'ara votiva aquileiese e per una lapide, che si trovano nella chiesetta di San Girolamo a Cervignano del Friuli. L'Amministrazione comunale gli ha dedicato una via.